# HD 9986
HD 9986 je Soncu podobna zvezda, ki leži v ekvatorialnem ozvezdju Rib. Z navidezno magnitudo 6,77 leži pod normalno vidljivostjo s prostim očesom. Zvezda je od nas oddaljena 83 svetlobnih let na podlagi paralakse, a se nam bliža z radialno hitrostjo -21 km/s.
To telo je zvezda glavne veje tipa G z zvezdnim razredom G5 V. Je sončev dvojček s fizikalnimi značilnostmi, ki so podobne sončevim. Stara je 3,3 milijarde let in se vrti počasi z rotacijsko periodo 23 dni. V posebni raziskavi zvezdnih škratov tipa G, ki jo je leta 2002 napisal Elliott P. Horch, je bilo ugotovljeno, da HD 9986 morda ni ena sama zvezda.